# 吉姆·布林
吉姆·布林（英語：Jim Blinn，1949年—），美国计算机科学家，曾经在美国宇航局的喷气推进实验室（JPL）工作，研究计算机图形学，参与了旅行者计划前期动画演示制作，和卡尔·萨根的《宇宙》系列纪录片，他开发的 Blinn-Phong 着色模型，在业内无人不晓。

## 生平
1970 年，布林完成了物理和通讯科学的学士学位，之后在密歇根大学获得了工程学博士学位，1978 年，他获得了犹他大学工程学院的计算机科学博士学位。
布林发明了描述物体和光照一个虚拟的三维世界里交互的新方法，比如反射贴图和凹凸贴图。他因为参与三部剧集而出名——卡尔·萨根的《宇宙——个人旅行》、《数学计划》和《力学宇宙》，他制作的旅行者掠过木星和土星的演示视频，很多人看过。布林现在是微软研究院的成员，他还曾经在纽约技术研究院工作过一段时间。

## 论著
- Blinn, James F.: Jim Blinn's Corner: Dirty Pixels, Morgan Kaufmann Publishers, Inc., ISBN 1-55860-455-3
- Blinn, James F.: Jim Blinn's Corner: A Trip Down The Graphics Pipeline, Morgan Kaufmann Publishers, Inc., ISBN 1-55860-387-5
- Blinn, James F.: Jim Blinn's Corner: Notation, Notation, Notation, Morgan Kaufmann Publishers, Inc., ISBN 1-55860-860-5
- Blinn, James F.: Simulation of Wrinkled Surfaces, Computer Graphics, Vol. 12 (3), pp. 286–292 SIGGRAPH-ACM (August 1978)
- Blinn, James F.: Texture and Reflection In Computer Generated Images, CACM, 19(10), October 1976, pp 542–547.
- Blinn, James F.: Models of Light Reflection for Computer Synthesized Pictures, SIGGRAPH 77, pp 192–198.
- Blinn, James F.: A Generalization of Algebraic Surface Drawing, ACM Transactions on Graphics, 1(3), July 1982, pp 235–256.
- Blinn, James F.: Light Reflection Functions for the Simulation of Clouds and Dusty Surfaces, SIGGRAPH 82, pp 21–29.

## 荣誉
- 1983，因旅行者计划的飞越土星动画演示获得 NASA Exceptional Service 奖。
- 1983，SIGGRAPH 计算机图形学成就奖。
- 1989，因 Jim Blinn's Corner 系列图书获得 IEEE 杰出贡献奖。
- 1991，麦克阿瑟奖，以表彰他在教学动画中的贡献。
- 1995，因计算机图形学方面的贡献获得 Parsons 设计学校的美术荣誉博士。
- 1999，因对计算机图形学的杰出创新获得 Steven Anson Coons 奖。